# Puchar ZSRR w koszykówce mężczyzn
Puchar ZSRR w koszykówce mężczyzn – krajowe rozgrywki sportowe, prowadzone systemem pucharowym, organizowane przez Federację Koszykówki Związku Socjalistycznych Republik Radzieckich dla sowieckich męskich klubów koszykarskich. Drugie – po mistrzostwach ZSRR – rozgrywki w hierarchii ważności, w sowieckiej koszykówce. Z założenia puchar miał być rozgrywany co sezon, co udawało się w początkowych latach jego funkcjonowania (1948–1953). W późniejszym okresie był rozgrywany okazjonalnie.
Ostatnim zespołem, który zdobył puchar był Spartak Leningrad, miało to miejsce w 1987 roku.

## Finały
* W finałach, w których rozgrywano więcej niż jedno spotkanie, wynik zespołu występującego na własnym parkiecie.
| Rok     | Gospodarz        | Zwycięzca                         | Pokonany         | 1. mecz / Finał | 2. mecz | 3. mecz |
| 1948–49 | Tbilisi          | Dinamo Tbilisi                    | Dinamo Ryga      | 24–19           | –       | –       |
| 1949–50 | Moskwa           | Dinamo Tbilisi                    | Dinamo Moskwa    | 49–36           | –       | –       |
| 1950–51 | Leningrad        | Kadra Sowieckiej Republiki Gruzji | WWS Moskwa       | 37–28           | –       | –       |
| 1951–52 | Kujbyszew        | Dinamo Ryga                       | WWS Moskwa       | 53–44           | –       | –       |
| 1952–53 | Moskwa           | Žalgiris                          | Dinamo Tbilisi   | 55–41           | –       | –       |
| 1968–69 |                  | Dinamo Tbilisi                    | Budiwelnyk Kijów | 88–78           | –       | –       |
| 1971–72 | Kijów i Moskwa   | CSKA Moskwa                       | Budiwelnyk Kijów | 79–*81          | *100–72 | 98–76   |
| 1972–73 | Moskwa i Tbilisi | CSKA Moskwa                       | Dinamo Tbilisi   | *75–67          | 77–*78  | –       |
| 1977–78 |                  | Spartak Leningrad                 | Kalev Tallinn    | 00–00           | –       | –       |
| 1981–82 |                  | CSKA Moskwa                       |                  | –               | –       | –       |
| 1984–85 |                  | Szachtar Donieck.                 |                  | –               | –       | –       |
| 1986–87 |                  | Spartak Leningrad                 |                  | –               | –       | –       |

## Tytuły według zespołu
| Zespół                            | Zwycięzca | Finalista | Zwycięskie lata  |
| --------------------------------- | --------- | --------- | ---------------- |
| Dinamo Tbilisi                    | 3         | 2         | 1949, 1950, 1969 |
| CSKA Moskwa                       | 3         |           | 1972, 1973, 1982 |
| Spartak Leningrad                 | 2         |           | 1978, 1987       |
| Dynamo Ryga                       | 1         | 1         | 1952             |
| Kadra Sowieckiej Republiki Gruzji | 1         |           | 1951             |
| Žalgiris Kowno                    | 1         |           | 1953             |
| WWS Moskwa                        |           | 2         |                  |
| Stroitel Kijów                    |           | 2         |                  |
| Dinamo Moskwa                     |           | 1         |                  |
| Tallinn Kalev                     |           | 1         |                  |